# Municipio de Lower Nazareth
El municipio de Lower Nazareth  (en inglés: Lower Nazareth Township) es un municipio ubicado en el condado de Northampton en el estado estadounidense de Pensilvania. En el año 2000 tenía una población de 5.259 habitantes y una densidad poblacional de 151.5 personas por km².

## Geografía
El municipio de Lower Nazareth se encuentra ubicado en las coordenadas 40°42′30″N 75°22′36″O / 40.70833, -75.37667.

## Demografía
Según la Oficina del Censo en 2000 los ingresos medios por hogar en la localidad eran de $70,250 y los ingresos medios por familia eran $76,193. Los hombres tenían unos ingresos medios de $48,343 frente a los $31,956 para las mujeres. La renta per cápita para la localidad era de $26,624. Alrededor del 2,1% de la población estaban por debajo del umbral de pobreza.